# Andrew Jackman
Andrew Pryce Jackman (ur. 1946, zm. 16 sierpnia 2003) – angielski klawiszowiec i aranżer. Wraz z basistą Chrisem Squire'em (później w Yes) działał w zespole The Syn. Jackman współpracował ze Squire'em przy jego albumie Fish Out of Water, The Steve Howe Album oraz albumie Tormato zespołu Yes.

## Życiorys
W połowie lat '60 XX wieku Jackman był klawiszowcem w zespole The Selfs (działał tam również Squire oraz perkusista Martyn Adelman). The Selfs połączyli się z inną grupą z północnego Londynu, The Syn, której liderem był Steve Nardelli. Nardelli i Jackman stali się najważniejszymi autorami tekstów dla The Syn.
Po rozwiązaniu zespołu Nardelli i Jackman przez pewien czas kontynuowali współpracę. Jackman skupił się na orkiestracji i aranżacjach dla innych zespołów i artystów, w tym dla Petera Skellerna, The Congregation, Rush (album Power Windows) oraz Barclay James Harvest (aranżacja sekcji smyczkowej w albumie Guitar Blues).
Ponownie podjął współpracę ze Squire'em, dokonując aranżacji i wykonawstwa partii organowych w albumie Fish Out of Water, następnie podjął pracę dla Yes, dokonując aranżacji partii orkiestrowych w albumie Tormato. Kilkakrotnie pracował również z gitarzystą Yes Steve'em Howe'em.

## Rodzina
Jego brat Gregg Jackman jest inżynierem dźwięku i producentem, który pracował z Yes oraz Barclay James Harvest. Drugi brat, Jeremy Jackman przez dziesięć lat śpiewał w formacji King’s Singers jako kontratenor. Ojciec Bill Jackman grał na klarnecie w utworze „When I'm Sixty-Four” pochodzącym z albumu The Beatles Sgt. Pepper’s Lonely Hearts Club Band.
Jego syn, Henry Jackman również jest klawiszowcem. W sierpniu 2006 roku grał z Chrisem Squire'em, jak również komponuje muzykę filmową, w tym tematy do filmów „Potwory kontra Obcy” czy „X-Men: Pierwsza klasa”.